# John Haire
John Edwin Haire, baron Haire de Whiteabbey (30 octobre 1908 - 7 octobre 1966) est un homme politique du parti travailliste britannique.

## Biographie
Né dans la région de Portadown, comté d'Armagh, Irlande, il est le fils de John Haire et de Mary Tedford. La famille est de souche de l'Église d'Irlande.
Haire est diplômé de l'Université Queen's de Belfast en 1931 avec un baccalauréat ès arts (BA) et un diplôme en éducation (DipEd). En 1936, il obtient une maîtrise ès arts (MA). Il épouse le Dr Susanne Elizabeth Kemeny le 30 juin 1939.
Il combat pendant la Seconde Guerre mondiale dans la RAF et obtient le grade de chef d'escadron.
Aux élections générales de 1945, il est élu député de Wycombe. Il occupe le siège aux élections générales de 1950, mais aux élections générales de 1951, il est battu par le candidat conservateur William Astor. Lors de l'élection partielle de l'année suivante, après qu'Astor ait accédé à la pairie, il se présente mais est de nouveau battu. Lors de sa dernière tentative pour le Parlement, en 1955, il perd de peu le nouveau siège d'Eastleigh au profit des conservateurs.
Le 13 mai 1965, il est nommé pair à vie avec le titre de baron Haire de Whiteabbey, de Newtownabbey dans le comté d'Antrim. Whiteabbey est l'un des sept villages qui ont été fusionnés pour former Newtownabbey en Irlande du Nord lorsque la ville a été créée le 1er avril 1958.
Alors qu'il donne des conférences sur la politique comparée à l'Université Rutgers, il subit un accident vasculaire cérébral dans une gare routière du centre-ville du Nouveau-Brunswick, dans le New Jersey, et est décédé plus tard dans un hôpital local.